# Saint-Aubin-du-Plain

Saint-Aubin-du-Plain este o comună în departamentul Deux-Sèvres, Franța. În 2009 avea o populație de 539 de locuitori.